# Kahlo (krater)
Kahlo är en nedslagskrater med en diameter på 35 kilometer, på planeten Venus. Kahlo har fått sitt namn efter mexikanska konstnären Frida Kahlo.